# Canon EOS 4000D
Die Canon EOS 4000D ist eine digitale Spiegelreflex-Kamera des japanischen Herstellers Canon. Sie wurde in Deutschland im April 2018 auf den Markt gebracht.

## Technische Merkmale
Der Bildsensor besitzt eine Auflösung von 18 Megapixel. Die Kamera kann Videoaufnahmen im Full-HD-Format aufnehmen. Ferner besitzt sie folgende Merkmale:
- Integriertes WLAN
- Belichtungsindex von 100 bis 6400.
- Bulb mit dem Wert ISO 800.
- Das rückwärtige Display hat eine Größe von diagonal 6,8 cm (2,7 Zoll) bei einer Auflösung von 320 × 240 Pixeln.
- Die Kamera verfügt über ein Bajonett aus Kunststoff.
- Hauseigener Bildverarbeitungsprozessor Digic-4+

Innerhalb der hauseigenen Produktreihe digitaler Spiegelreflexkameras der Marke Canon-EOS möchte der Hersteller mit dem Modell ein unteres Preissegment bedienen und führt einige typische Bedienfunktionen daher anders aus:
- Einschalten per Programmwahlrad, ein gesonderter Einschalthebel ist nicht vorhanden
- Tastenfunktionen sind neben der Taste auf dem Chassis, nicht auf der Taste selbst markiert
- Der integrierte Blitz kann manuell ausgefahren werden, eine automatische Auslösung ist nicht möglich.
- Der Blitzschuh verfügt über keinen Mittenkontakt zur Blitzauslösung.[5] Das Auslösesignal wird durch proprietäre Kontakte im Blitzschuh an den Blitz gegeben.
- Der Sucher hat keinen integrierten Dioptrienausgleich.